# Exalphus malleri
Exalphus malleri là một loài bọ cánh cứng trong họ Cerambycidae.